# El traficant
El traficant (títol original en anglès, Body Brokers) és una pel·lícula de thriller policial estatunidenc del 2021 escrita i dirigida per John Swab i protagonitzada per Jack Kilmer, Michael Kenneth Williams, Jessica Rothe, Alice Englert, Peter Greene, Frank Grillo i Melissa Leo. Ha estat doblada i subtitulada al català.
Aquesta va ser l'última pel·lícula de Michael Kenneth Williams que es va estrenar en vida abans de la seva mort el 6 de setembre de 2021.
La pel·lícula es va estrenar als Estats Units el 19 de febrer de 2021 per Vertical Entertainment.

## Sinopsi
Un drogoaddicte és portat a Los Angeles per rebre tractament, que aviat s'assabenta que el centre de tractament no està destinat a ajudar la gent, sinó que encobriu una operació de frau que recluta addictes per reclutar altres addictes.

## Producció
El juliol de 2019, Melissa Leo, Michael Kenneth Williams, Frank Grillo, Alice Englert i Jack Kilmer es van unir al repartiment de la pel·lícula, amb John Swab dirigint a partir d'un guió que va escriure. L'agost de 2019, Jessica Rothe, Owen Campbell, Thomas Dekker, Peter Greene i Sam Quartin es van unir al repartiment de la pel·lícula.
La fotografia principal va tenir lloc l'agost de 2019 a Oklahoma.

## Crítiques
Al Rotten Tomatoes, El traficant té una puntuació d'aprovació del 64% basada en 25 ressenyes, amb una puntuació mitjana de 5,7/10. El consens crític del lloc diu: "El traficant intenta un acte de malabarisme ambiciós entre les emocions del gènere i un missatge social seriós, i, per desgràcia, es mou una mica massa sovint per aconseguir-ho realment". A Metacritic, la pel·lícula té una ponderació mitjana de 65 sobre 100, basada en cinc crítics, que indica "crítiques generalment favorables".